# Patrick Pflücke
Patrick Pflücke (Dresda, 30 novembre 1996) è un calciatore tedesco, attaccante del Malines.

## Carriera

### Club
Cresciuto nel settore giovanile del Magonza, debutta in prima squadra il 19 dicembre 2014, in occasione dell'incontro di Bundesliga perso per 1-2 contro il Bayern Monaco. Nel 2017 viene acquistato dal Borussia Dortmund, che lo aggrega alla propria squadra riserve. Nel 2018 viene ceduto all'Uerdingen 05, dove gioca per due stagioni nella terza divisione tedesca. Nel 2020 si trasferisce al Roda JC. Il 5 giugno 2022, dopo due stagioni trascorse nella seconda divisione olandese, firma un contratto biennale con gli svizzeri del Servette.

### Nazionale
Ha rappresentato le nazionali giovanili tedesche.

## Statistiche

### Presenze e reti nei club
Statistiche aggiornate al 19 marzo 2023.
| Stagione                    | Squadra                     | Campionato                  | Campionato | Campionato | Coppe nazionali | Coppe nazionali | Coppe nazionali | Coppe continentali | Coppe continentali | Coppe continentali | Altre coppe | Altre coppe | Altre coppe | Totale | Totale |
| Stagione                    | Squadra                     | Comp                        | Pres       | Reti       | Comp            | Pres            | Reti            | Comp               | Pres               | Reti               | Comp        | Pres        | Reti        | Pres   | Reti   |
| --------------------------- | --------------------------- | --------------------------- | ---------- | ---------- | --------------- | --------------- | --------------- | ------------------ | ------------------ | ------------------ | ----------- | ----------- | ----------- | ------ | ------ |
| 2014-2015                   | Magonza II                  | 3L                          | 27         | 1          |                 | -               | -               |                    | -                  | -                  |             | -           | -           | 27     | 1      |
| 2015-2016                   | Magonza II                  | 3L                          | 37         | 0          |                 | -               | -               |                    | -                  | -                  |             | -           | -           | 37     | 0      |
| 2016-2017                   | Magonza II                  | 3L                          | 14         | 0          |                 | -               | -               |                    | -                  | -                  |             | -           | -           | 14     | 0      |
| Totale Magonza II           | Totale Magonza II           | Totale Magonza II           | 78         | 1          |                 | -               | -               |                    | -                  | -                  |             | -           | -           | 78     | 1      |
| 2014-2015                   | Magonza                     | BL                          | 1          | 0          | CG              | -               | -               | UEL                | -                  | -                  |             | -           | -           | 1      | 0      |
| 2017-2018                   | Borussia Dortmund II        | RL                          | 25         | 2          |                 | -               | -               |                    | -                  | -                  |             | -           | -           | 25     | 2      |
| lug.-ago. 2018              | Borussia Dortmund II        | RL                          | 2          | 0          |                 | -               | -               |                    | -                  | -                  |             | -           | -           | 2      | 0      |
| Totale Borussia Dortmund II | Totale Borussia Dortmund II | Totale Borussia Dortmund II | 27         | 2          |                 | -               | -               |                    | -                  | -                  |             | -           | -           | 27     | 2      |
| ago. 2018-2019              | Uerdingen 05                | 3L                          | 18         | 1          |                 | -               | -               |                    | -                  | -                  |             | -           | -           | 18     | 1      |
| 2019-2020                   | Uerdingen 05                | 3L                          | 25         | 1          | CG              | 0               | 0               |                    | -                  | -                  |             | -           | -           | 25     | 1      |
| Totale Uerdingen 05         | Totale Uerdingen 05         | Totale Uerdingen 05         | 44         | 2          |                 | 0               | 0               |                    | -                  | -                  |             | -           | -           | 44     | 2      |
| 2020-2021                   | Roda JC                     | 1D                          | 33+2       | 13+0       | CO              | 1               | 0               |                    | -                  | -                  |             | -           | -           | 36     | 13     |
| 2021-2022                   | Roda JC                     | 1D                          | 38+2       | 14+0       | CO              | 2               | 0               |                    | -                  | -                  |             | -           | -           | 42     | 14     |
| Totale Roda JC              | Totale Roda JC              | Totale Roda JC              | 71+4       | 27+0       |                 | 3               | 0               |                    | -                  | -                  |             | -           | -           | 78     | 27     |
| 2022-2023                   | Servette                    | ASL                         | 25         | 2          | CS              | 4               | 3               |                    | -                  | -                  |             | -           | -           | 29     | 5      |
| Totale carriera             | Totale carriera             | Totale carriera             | 291        | 50         |                 | 7               | 3               |                    | -                  | -                  |             | -           | -           | 298    | 53     |